# Laggarberg
Laggarberg – miejscowość (tätort) w Szwecji, w regionie administracyjnym (län) Västernorrland, w gminie Timrå.
Według danych Szwedzkiego Urzędu Statystycznego liczba ludności wyniosła: 209 (31 grudnia 2015), 203 (31 grudnia 2018) i 201 (31 grudnia 2019).